# Þjórsárdalur
Þjórsárdalur är en dalgång i Suðurland i Island.
Dalen har fått sitt namn av älven Þjórsá. Den flyter dock bara i dalens södra del. I dalen finns i övrigt fyra älvar; Fossá í Þjórsárdal, Rauðá, Sandá och Grjótá.
Vikingatidsgården Stöng och rekonstruktionen av den, Þjóðveldisbærinn Stöng, ligger i Þjórsárdalur, liksom vattenfallen Háifoss och Hjálparfoss samt vattenfallen i Gjáin.

## Bildgalleri

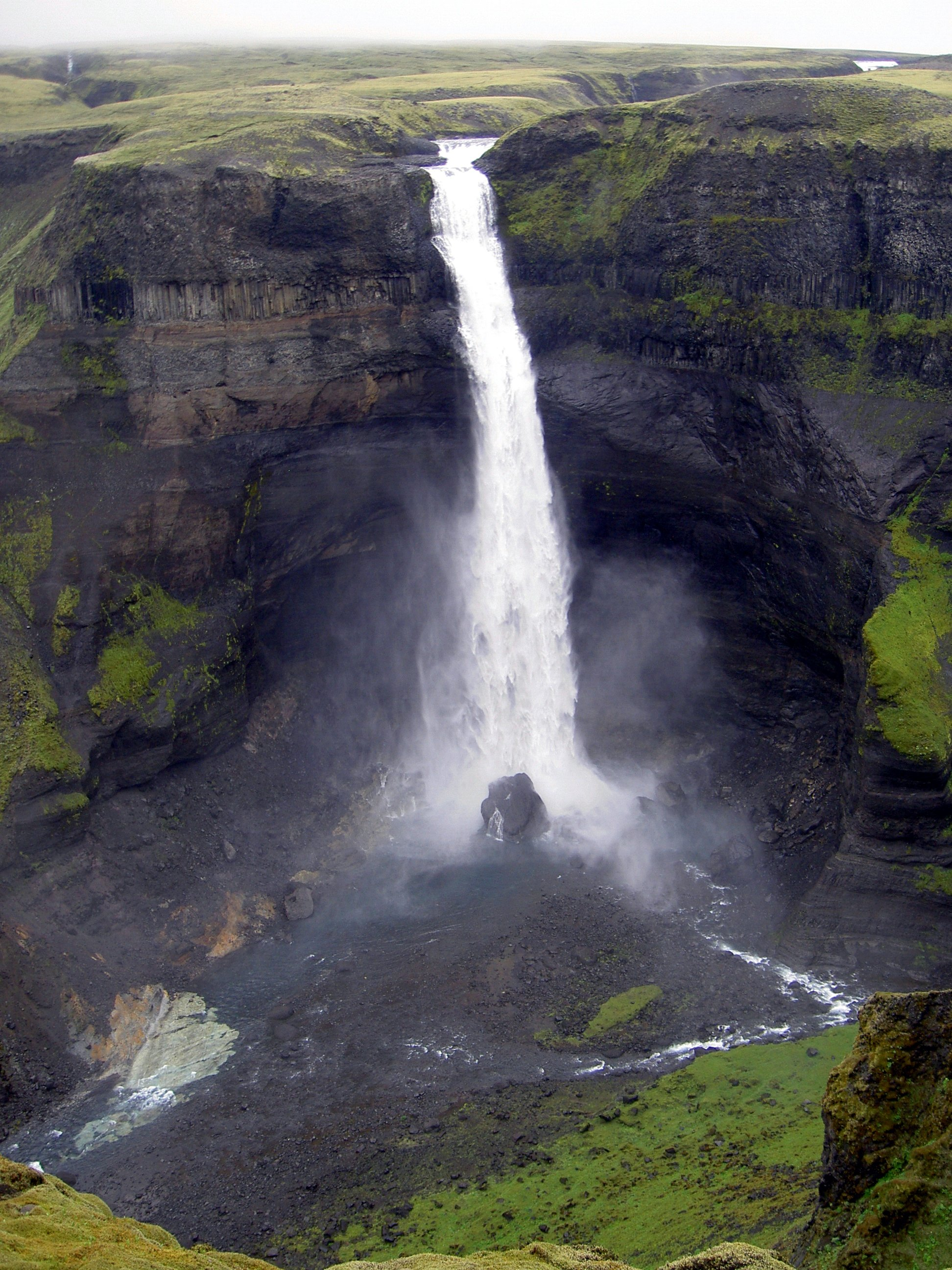
Háifoss
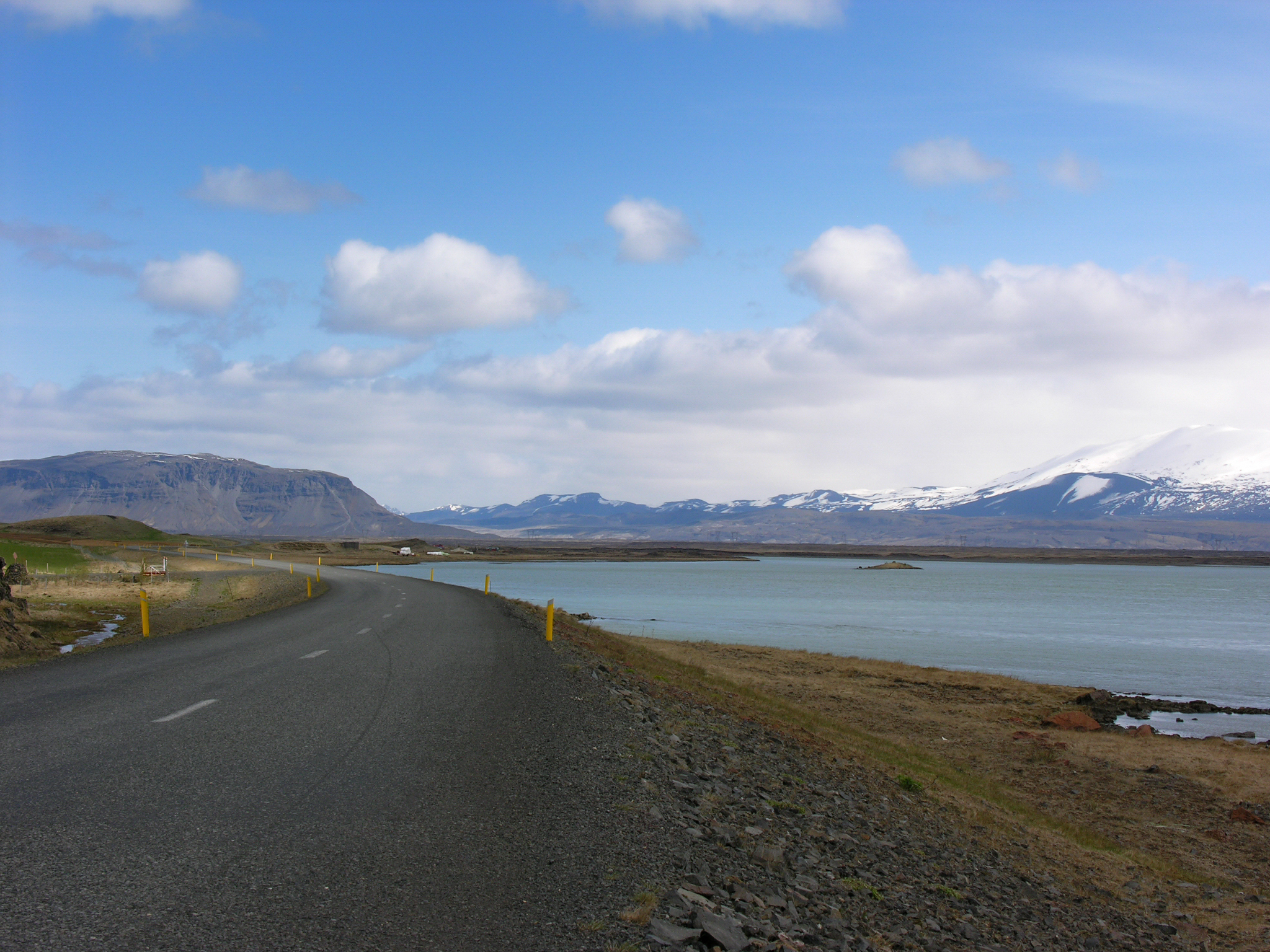
Þjórsárdalur med Búrfell till vänster och Hekla till höger
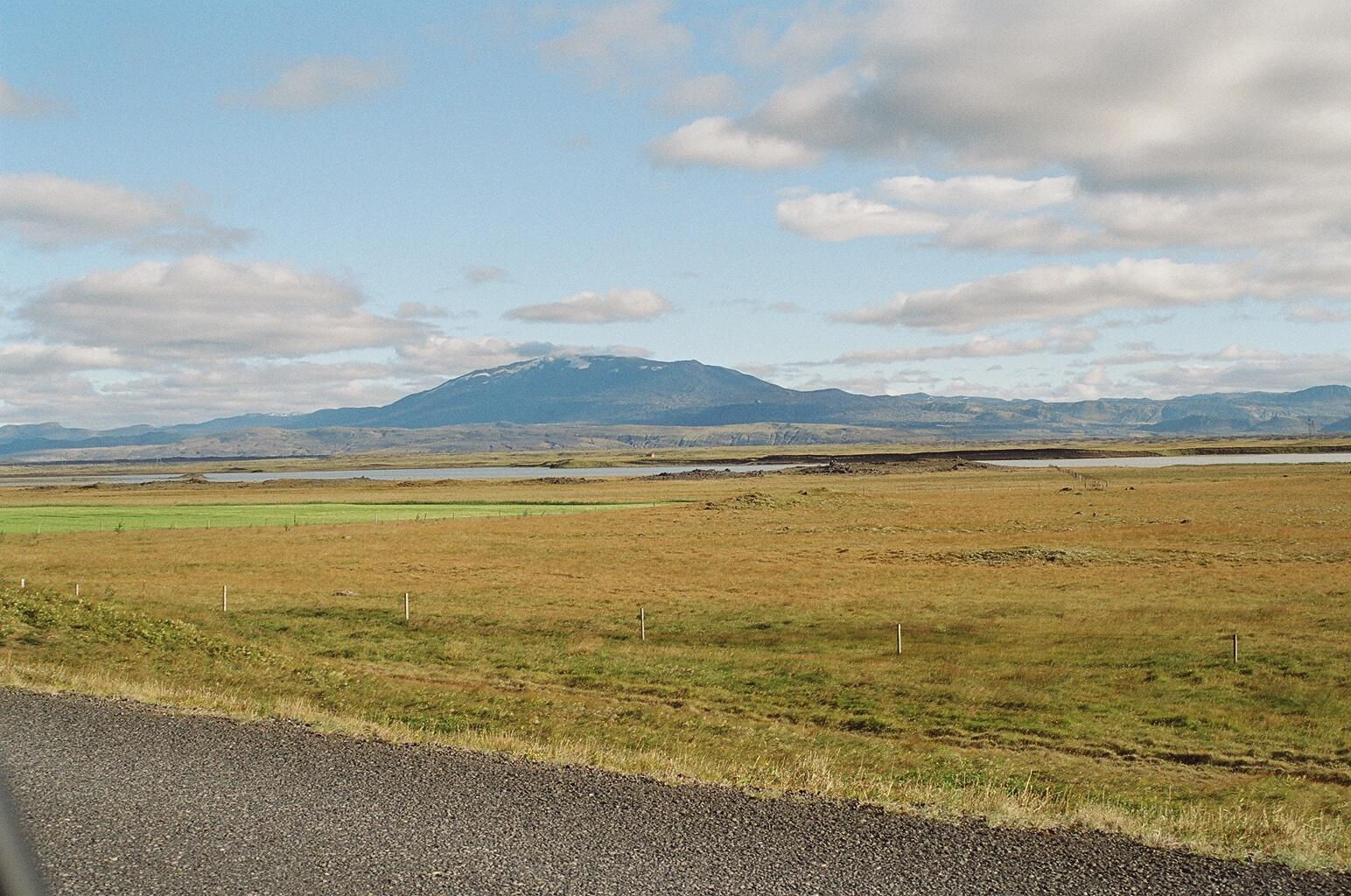
Hekla från Þjórsárdalur
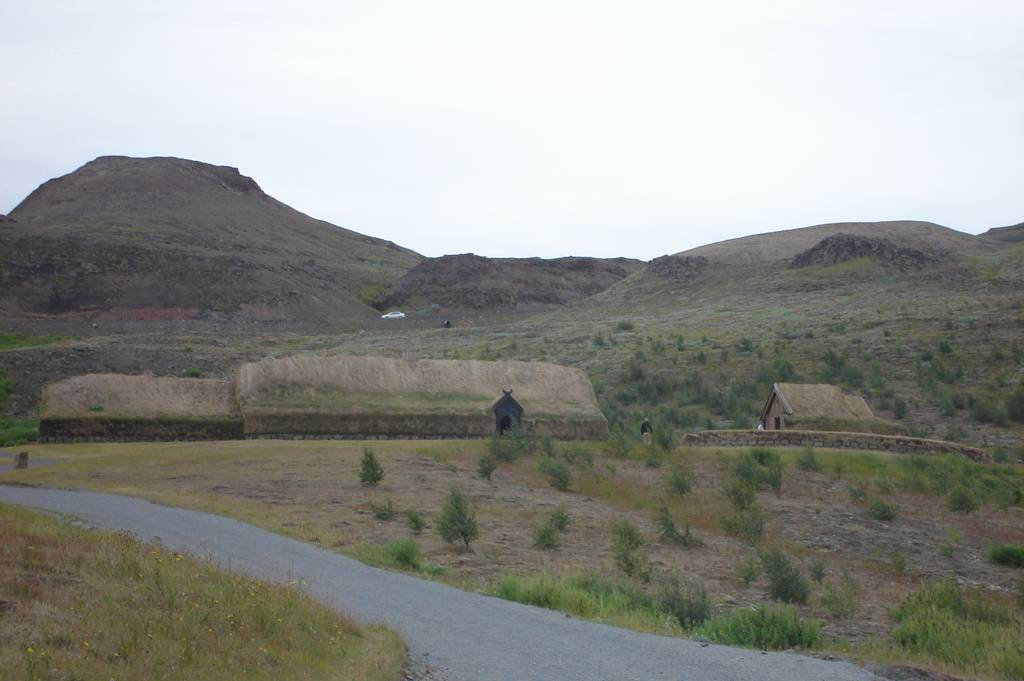
De tre byggnaderna i det rekonstruerade Þjóðveldisbærinn Stöng